# Краснопольє (Горноуральський міський округ)
Краснопо́льє (рос. Краснополье) — село у складі Горноуральського міського округу Свердловської області.
Населення — 439 осіб (2010, 449 у 2002).
Національний склад станом на 2002 рік: росіяни — 94 %.